# Porto Xavier
Porto Xavier est une municipalité brésilienne située dans l'État du Rio Grande do Sul.
La ville compte une aire de 269,15 km2 et sa population, selon le recensement démographique brésilien de 2010, est de 10 558 habitants.
La municipalité se trouve à la frontière avec l'Argentine formée par le fleuve Uruguay. Porto Xavier est siège du Port International de Porto Xavier[Quoi ?].

## Histoire
L'histoire de la municipalité commence en 1870, alors que la ville s'appelle "São Francisco Xavier". La ville est ensuite désigné par d'autres noms, comme "São Xavier" et "Cerro Pelado".

## Économie
En 2004 et 2008, Porto Xavier était, parmi les municipalités de l'état du Rio Grande do Sul, celle qui a eu la plus grande croissance de revenu par tête. Le PIB, qui était de 71 095 551,00 R$ en 2004, a atteint 235 593 565,00 R$ en 2008.